# The Fighter
The Fighter är en amerikansk film från 2010, regisserad av David O. Russell. Det är en biografisk film som handlar om den irländsk-amerikanska boxaren "Irish" Micky Ward (Mark Wahlberg) och hans halvbror Dicky Eklund (Christian Bale).
Den oscarnominerades i sju kategorier, Bästa film, Bästa regi, Bästa manliga biroll (Bale) Bästa kvinnliga biroll (Adams och Leo).

## Handling
Micky Ward (Mark Wahlberg) är en trettioårig irländsk-amerikansk welterviktboxare från en arbetarklassfamilj i Lowell, Massachusetts. Hans mor, Alice Ward (Melissa Leo) är hans manager och hans äldre halvbror, Dicky Eklund (Christian Bale) är hans tränare. Micky har inte haft en särskilt framgångsrik karriär, en som andra boxare har besegrat på sin väg uppåt. Dicky är en före detta boxare, som lyckats knocka Sugar Ray Leonard, men som nu är beroende av crack-kokain och är opålitlig. Dicky var känd som "Lowells stolthet", något som han och hans mor återupplever och skryter om. Folk från HBO följer Dicky för att göra en dokumentär, något som han tror ska leda till en comeback. 
Alice tycks favorisera Dicky framför Micky, och väljer att ignorera sin äldre sons drogproblem. Innan en viktig match så hindras Mickys motståndare att delta på grund av sjukdom, och en nästan 9 kg tyngre motståndare utses. Alice och Dicky beslutar att Micky ändå ska gå matchen eftersom de vill ha prispengarna. Han förlorar och drar sig undan. Han träffar då Charlene Fleming (Amy Adams), som var idrottare på college, men hoppade av och blev bartender.
Flera veckor senare arrangerar Alice ytterligare en match åt Micky, men han tvekar och är rädd att det ska bli som tidigare. Ytterligare spänning orsakas av att Alice och sju systrar anklagar Charlene för hans bristande motivation. Micky nämner att han fått ett erbjudande att träna i Las Vegas, men Dicky menar att han kan erbjuda samma summa om han fortsätter att träna med familjen. Dicky försöker få ihop pengarna genom att få sin flickvän att agera prostituerade och då hon plockar upp en kund låtsas vara polis och stjäla kundens bil. Detta upptäcks av den riktiga polisen och Dicky anhålls. Micky försöker ingripa för att få polisen att sluta slå hans bror, men han blir också slagen och polisen bryter avsiktligen hans hand innan han anhåller även honom. Vid rättegången blir Dicky dömd, men Micky blir frigiven. 
Dokumentären visar sig att handla om hur crackmissbruket förstört Dickys karriär och liv, något som Dicky och hans familj inte väntat sig. Dicky börjar träna och försöker få ordning på sitt liv i fängelset. Micky övertalas av sin far att börja boxas igen. Fadern, liksom många andra tycker att Alice och Dicky har haft ett dåligt inflytande. Han får gå mindre matcher för att få tillbaka sitt självförtroende. Så småningom får han gå en viktig titelmatch mot en lovande boxare. Micky besöker sin bror och får råd, men han tycker att brodern är självisk och bara vill ha en nystart på sin egen karriär. Under matchen håller han på att bli besegrad, men han minns broderns råd, lägger om sin strategi och lyckas vinna titeln. 
Dicky släpps från fängelset och återvänder till crackhuset, men han tar där farväl till sina vänner och beger sig hem till Charlene. Han menar att Micky behöver dem båda, att de måste samarbeta. I en match i London lyckas Micky vinna weltervikttiteln. Några år senare hyllar Dicky sin bror, och tar inte åt sig äran, som han skulle gjort några år tidigare. 

## Rollista (i urval)
- Mark Wahlberg – 'Irish' Micky Ward
- Christian Bale – Dick "Dicky" Eklund
- Amy Adams – Charlene Fleming
- Melissa Leo – Alice Ward, Micky och Dickys mor
- Jack McGee – George Ward, Mickys far
- Frank Renzulli – Sal LoNano